# 콜 오브 듀티: 모던 워페어 3
《콜 오브 듀티: 모던 워페어 3》(Call of Duty: Modern Warfare 3)는 콜 오브 듀티 시리즈의 8번째 작품이자 모던워페어 시리즈의 3번째 작품이다. 이번 작은 모던워페어 시리즈의 작품으로 2011년 11월 8일 발매되었다. 콜 오브 듀티: 모던 워페어 2의 후속작으로 스토리 또한 계승한다.

## 줄거리
'프롤로그'
전작인 [콜 오브 듀티: 모던 워페어 2]의 스토리를 이어,전작에서 셰퍼드 중장에게 당한 부상으로 인해 죽을 위기에 처해 있었던 소프는 니콜라이의 헬리콥터로 인도 북부의 한 은신처로 옮겨져 응급처치를 받는다. 프라이스와 니콜라이는 죽어가는 소프를 은신처 안으로 데려가 의사에게 소프를 치료할 것을 요구한다.
'검은 화요일'
8월 17일 10:18:13
델타 포스
데릭 '프로스트' 웨스트브룩 병장
뉴욕 시 중심부
전작에서 수도 워싱턴 D.C 탈환에 성공했으나, 대도시 뉴욕에서는 러시아의 공세가 계속 펼쳐지고 있었다. 사령부 오버로드의 명령에 따라 델타 포스 팀은 험비를 타고 해당 지역으로 이동하다가 러시아의 공격을 받는 것에서 미션이 시작된다. 프로스트, 샌드맨 분대는 뉴욕의 중심부에서 러시아군과 교전하며 증권 거래소에 도착하여 통신교란의 원인이였던 전파 방해장치를 파괴한다. 이로써 전 미군의 통신이 활성화되고, 프로스트 일행은 헬기를 타고 탈출을 감행하나, 하인드 헬기의 공격으로 고전한다. 격추 당한 하인드 헬기와 충돌하여 추락의 위기를 맞지만 헬기의 원상복구로 인해 구사일생으로 작전 지역을 벗어나게 된다.
'헌터 킬러'
8월 17일 16:32:15
델타 포스
데릭 '프로스트' 웨스트브룩 병장
뉴욕 시 허드슨 강
뉴욕 증권거래소의 전파 방해장치가 파괴되면서 미군의 지휘 통신체계가 복구되어 미 공군이 본격적으로 뉴욕으로 진격하여 뉴욕 시 건물에 설치 된 공대공 미사일을 파괴하고, 살아남은 러시아군은 뉴욕 허드슨 만으로 퇴각하게 되나 한편으로는 잠수함에 있는 크루즈 미사일로 재반격을 시도하려고 한다. 프로스트 일행은 네이비 씰팀과 함께 침수되어버린 브루클린 배터리 터널을 지나 해저를 통해 러시아 해군 오스카 2급 잠수함에 접근하여 무력화시키는 임무를 받는다. 프로스트와 샌드맨은 잠수함 내부로 침투하여 잠수함 안의 적을 섬멸하고 사령부를 점령하여 러시아 잠수함에 있는 미사일을 러시아 함대를 향해 발사하도록 조정하여 잠수함을 탈출한다. 러시아 해군 군함이 자신들의 미사일에 파괴되면서 프로스트와 샌드맨은 조디악 보트를 타고 허드슨 만을 빠져나와[CH-46 시나이트]헬기에 올라타 철수하게 되고, 미군이 뉴욕의 제공권을 장악한다.뉴욕의 제공권을 장악함으로 인해 러시아 전군이 퇴각하면서 미국에서의 전쟁은 일단락된다.
'환영받지 못한 자'
테스크 포스 141
유리
인도 북부
이야기는 이제 다시 141 부대로 돌아간다. 소프를 극적으로 살려냈으나 마카로프의 부대의 습격을 받게 된 141부대는 소프를 탈출시켜야 함을 깨닫는다. 프라이스는, 니콜라이에게 부하 중 엘리트 병사를 합류시켜 달라고 요구한다. 이에 니콜라이는 "마카로프를 너보다 더 싫어하는 유일한 인물", 러시아 특수부대 스페츠나츠 출신인 유리를 불러온다. 유리를 불러오자마자 마카로프의 헬기가 안전가옥에 자살 폭파를 한다. 그 직후 적의 부대가 안전 가옥을 점령하려 한다. 이 와중 소프를 치료하던 의사가 사망하고 유리가 소프를 돕는 와중 마카로프의 부대원이 치료실로 침입한다. 프라이스가 그 부대원을 진압하고 유리와 인도 보수주의자들과 안전가옥을 탈출한다. 그 와중 다수의 병력과 러시아 무인 전투기를 발견한 프라이스는 니콜라이에게 더 큰 화력을 가진 무기를 요구하고, 니콜라이는 외곽에 UGV(Unmanned Ground Vehicle, 무인 지상 전투기계)가 숨겨져 있음을 알려준다. 시가지를 뚫고 UGV를 획득한 프라이스 일행은 유리가 조종하는 UGV의 엄호하에 헬기까지 무사히 이동하나, UGV가 무인 전투기에 의해 파괴되고, 유리는 즉시 폭격을 피해 헬기로 뛰어가다 폭격으로ㅡ강으로 추락하나 다시 살아난다. 그리고 프라이스는 이제 마카로프를 쫓아간다고 말하고 미션은 끝난다.
'난기류'
FSO
안드레이 하르코프 요원
러시아 대통령 전용기
함부르크로 러시아 대통령은 NATO 대표와 유럽 평화 협상을 위해 함부르크로 간다. 그 도중 비행기가 테러리스트에게 점령 당한다. 비행기는 추락하고 이 과정에서 보리스 러시아 대통령은 마카로프에게 납치되며 대통령 딸인 알레나는 실종, 안드레이 하르코프를 비롯한 FSO 요원들은 사살당한다.
'전쟁터로 복귀'
10월 5일 18:27:43
테스크 포스 141 (존재 부정됨)
유리
시에라리온, 아프리카
소프의 부상이 회복되고 마카로프의 화물을 가로채기 위해 프라이스대위와 소프 유리는 마을에 잠입하여 마카로프의 흔적을 찾고 민병대들을 물리치며 화물이 있는 교회로 진격하나 화물은 이미 헬기에 의해 운송되고 있었고, 빈 화물만 남았다. 이 화물은 다음미션인 "틈을 주의하라" 미션에서 관련이 있다.
'틈을 주의하라'
SAS
마르크스 번즈
헤어포드, 영국
전에 프라이스의 대위였던 맥밀란이 Baseplate의 관리자가 된 후, 과거 프라이스&소프랑 같이 일했던 Wallcroft랑 Griffen한테 시에라리온에서온 수송물을 수색하라고 한다.
몇몇 러시아 공작원들을 물리친뒤, 그들은 첫번째 트럭의 화물칸을 열게 되지만, 얻은건 아무것도 없다. 하지만 그러던 순간, RPG가 날라와 SAS직원을 사살한다.
SAS부대원들은 엄청난 공작원들의 공격을 뚫고, 기차로 도망치는 그들을 트럭으로 따라잡지만, Wallcroft랑 Burns외에는 살아남은 SAS직원이 아무도 없다.
그들은 지하철에서 대기하고있던 또다른 공작원의 공격을 뚫고, 지상으로 올라오면서 두번째 트럭의 문을 열지만, 얻은건 또 없었다.
그러던 순간, 미국인 가족 데이비드가 빅벤을 촬영하고 있었는데, 또다른 공작원 트럭이 그의 딸 뒤로 주차를 하더니 운전석에서 내린 공작원은 트럭에서 멀리 도망친다.
그리고 몇초뒤, 트럭이 폭파하여 결국 데이비드 가족이 전원 사망했을뿐더러, 영국은 chemical 화학오염지가 되버렸다.
- 등장 인물 -
- 테스크 포스 141 (Task Force 141) (존재 부정됨) -
전작에서 쉐퍼드의 배신으로, 로치, 고스트 등의 대원들이 전사하거나 분열된 뒤, 주요 인물인 프라이스와 소프가 국제 범죄자로 지명되어 수배자가 되자, [러시아]의 보수주의자들과 함께 활동하는 부대이다. 명칭만 같을 뿐 사실상 존재했던 테스크 포스는 이 사정으로 인해 존재가 부정(Disavowed)되어 있다가 러시아와 미국의 평화협정이 조인된 후 다시 존재가 인정된다.
- 존 '소프' 맥태비시 (John "Soap" MacTavish): 모던 시리즈상 중심 인물로, 병장에서 대위로 진급, 모던 시리즈마다 후반 부분에 늘 중상을 입는 것이 특징. 부상 이후에 더 빛을 발하는 병사.
- 존 프라이스 (John Price): 모던 시리즈상 중심 인물로, (게임상 나이는60세이지만 2차세계대전때 약 40세후반대로 참전한것을 보아 현재 약 120세로 추정된다. 뛰어난 전투력을 자랑하는 백전노장이다.) 가 아니라 설정상 프라이스, 그리핀, 워크래프트들은 군인 가문이다. 2차 세계에 참전해 잠수함에서 죽은 사람은 모던 프라이스의 할아버지

이다. (시리즈가 지날수록 작화가 좋아짐으로 얼굴이 젊어져서 시간을 달리는 대위라고 불리고 있다.)
- 보수주의자 (Loyalists) -
러시아의 초국수파와는 대립구도를 가진 조직으로 약 5년전인 자카예프와의 전투에서부터 활약한 조직으로 프라이스, 소프 일행에 적잖은 도움을 주었다. 조직원 대부분이 러시아인
- 유리 (Yuri): 스페츠나츠 출신으로 과거엔 자카예프 일당 중 하나였다. 때문에 모던 1의 미션 '원샷 원킬'에서 자카예프가 저격 당했을 때 바로 그 장소에 있었으며, '충격과 공포' 또한 마카로프와 함께 있었다. 또한 모던 2의 No 'Russian' 미션에서 등장했던 것을 보면 모던 워페어 스토리상 주연급이라 할 수 있겠다.(모던 1의 미션 '블랙아웃'에서 카마로프의 부하 중 한명으로 유리라는 이름의 인물이 등장하나 동일인물인지는 알 수 없다.)
- 니콜라이 (Nikolai): 전투 보다는 헬기면 헬기 운송기면 운송기 나는 것이라면 능통하게 모는 실력자.
- 카마로프 (Kamarov): 모던 2에선 출연이 없었으나, 그 외 시리즈에선 군대를 갖춘 인물로 보수주의자의 지도자라 할 수 있다.

- 델타 포스(Delta Force) -
전작에선 육군 특전사 '레인저'가 활약했으나 3에서는 델타 포스가 등장한다. 미국에서 손 꼽히는 특수부대로 90년대 모다가슈에서 활약한 바 있다.
데렉 '프로스트' 웨스트브룩 (Derek "Frost" Westbrook) 델타 포스
샌드맨 (Sandman)
트럭 (Truck)
그린치 (Grinch)

#### 델타 포스 '킹' 분대 (Delta Force squad 'king')
앤디샘튼 샐러브룩스 (Andysamton Sallerbrooks)
닉 '패닉스' 해리슨 (Nick "Panix" Harrison)

#### 독일연방군
독일 전차 사령관(German Tank Commander)
- 델타포스가 러시아 대통령의 딸인 알레나 볼셰브스키를 구하는 미션에서 샌드맨 일행이 목표 지점까지 가도록 레오파드 전차로 엄호해준다. 그러나 도중, 러시아군의 매복으로 빌딩이 무너지면서 무력화 됨.

#### 프랑스 특수부대(GIGN)
- GIGN, 통칭 "지젠느"는 프랑스 대테러리스트 특수부대로, 1973년 창설이후 지금까지 GIGN는 작전에서 실패한 적이 없는 것으로 알려져 있다.
1976년 지부티에서의 발생한 스쿨버스 인질구출작전, 1979년 사우디 아라비아의 회교 원리주의자들이 일주일간 장악하고 있던 회교성지 메카사원 진압작전, 1983년 파리의 오를리 공항 납치범 제압작전 등이 대표적인 작전이다.
게임에서는 샌드맨 일행을 볼크가 은신한 카타콤까지 안내해주는 역할을 한다.
Codename. 세이버(Sabre) [사브르 X 세이버 O]
Codename. 푸에콘(Faucon)
Codename. 투에릐(Tueur)
Pvt. 르블랑(Leblanc)
CMDR. 모렐(Morel)

#### 이너서클(Inner Circle; Ultranationalists 국수주의자들)
블라디미르 마카로프(Vladimir Makarov)
- 이므란 자카예프의 후계자로 이너서클 조직의 우두머리, 사실상 모던 1부터 존재했던 인물, 프라이스 일행의 최대의 적이다. 프라이스 일행을 피해 은신, 도망이 특기.
와라비 (Waraabe)
- 마카로프의 지인, 소말리아 민병대 우두머리로, 화학무기 운송경로를 따져보면, 볼크와 안면이 있을 법 하지만 정작 자신은 볼크에 대해 알지 못하는 것을 보아, 마카로프의 꼭두각시.
메넬리오넬 판테온 (Menelionel Phanteon)
라이즈 글리시니코브 (Ryze Glishinikov)
볼크 (Volk)
- 프레가타 사업과 관련된 자로. 유럽에 살포할 화학가스의 운송을 담당한 장본인.

#### 영국 특수부대(SAS)
41년에 창설된 영국 특수부대, 특수부대의 모티브가 된 원조 부대로, 모던 1에서 프라이스, 소프, 가즈, 월크로프트, 맥밀란이 복무한 것으로 알려졌다. 미국 최정예부대 델타포스의 롤모델로 알려져 있으며 세계최초의 특수부대이다. SAS의 이력은 화려하여
일일이 나열하기 힘들 정도인 최고의 부대.
마커스 번즈 (Marcus Burns)
- "틈을 주의하라" 미션의 주인공.
월크로프트 (Wallcroft)
- 모던 1에서 "승무원 사살" 미션에서 볼 수 있는 인물로, 모던 3에서 재등장했다.
그리핀 (Griffin)
- 모던 1에서 "승무원 사살" 미션첫부분에서 소프,프라이스,가즈와 함께 헬리콥터에 타고있던 인물로, 모던 3에서 재등장했다.
베이스 플레이트 (Baseplate ; MacMillan - 맥밀란)
- "틈을 주의하라" 임무의 작전 지휘를 맡은 SAS의 사령관, 1988년도에 SAS 대위로써, 프라이스 대위가 소위(중위라는 말도 있다.)였을 때 같이 프리피야트에서 자카예프를 저격하고 탈출할 때 추락시킨 헬기의 로터블레이드에 의해 다리를 다치자 프라이스가 목숨을 걸고 그를 구하면서 빚을 졌다. 빚잔치했다.
숀 핸슨 (Shwan Hendson)
패리스 (Farris)
앤디 피스토 (Andy Fisto)
- 모던 워페어 1의 승무원 사살에서 죽은 줄 알았던 소위. 사실 죽지 않고 살아 있었다. 가장 좋아하는 권총인 HK-USP를 항상 지니고 다니며, 주 무기는 HK-416 소총에다가 앵글 손잡이와 레드 도트 사이트를 단 것이다.

#### 러시아 정부(Russian Government)
보리스 보르쉐브스키 대통령 (Boris Vorshevsky)
- 러시아 대통령, 유럽에까지 확산된 전쟁을 종전시키려 하지만 마카로프에 의해 저지당한다. 마카로프에게 핵 발사코드를 알려줄 것을 강요받지만 끝내 거절한다.
알레나 보르쉐브스키 (Alena Vorshevsky)
- 러시아 대통령의 딸, 마카로프가 핵 발사코드를 알아내기 위해 이용하는 희생양.
바실리 주코프(Vasili Zhukov)
- 러시아 정치인으로, 전쟁을 지속할 것을 대통령에게 요구한다. 의견을 보아하니 마카로프와 연관이 있는지는 의문이다.

#### FSO요원(FSO)
안드레이 하르코프 (Andrei Harkov)
- 러시아 대통령 경호원, 난기류 미션에서, FSO요원 대부분이 사살당한다. 캠페인에서는 끝내 저항하면서 마카로프에게 총을 들이대다 죽지만, 스페셜옵스에선, 알레나를 구출하는 미션을 수행한다.
레오니드 푸도프킨 (Leonid Pudovkin)
안톤 페도로프 (Anton Fedorov)

## 멀티플레이

### 전작(모던 워페어 2)와 다른 점

#### 원맨아미 퍽의 삭제
일단 모던 워페어 2의 밸런스에 많은 논란이 있었던 (원맨 아미/One Man Army)퍽이 사라졌다. 이 퍽은 따로 공수보급을 받지 않고 제자리에서 총알, 수류탄 등 리스폰 할 때 지급받는 소모품을 재보급 받는 퍽인데, 여기에는 소총에 달 수 있는 유탄발사기 탄약도 해당이 된다. 다시 말하면 이 퍽을 쓰고 탄약을 재보급 받으면 유탄발사기를 무한히 쓸수 있다는 얘기가 된다. 즉, 제자리에 서서 유탄 2발 다 쏘고 원맨아미 퍽을 쓰고 몇초 기다리면 그 즉시 유탄 2발 재장전. 게다가 이 퍽은 또 쓸수 있다. 처음에는 아무도 몰랐으나 이걸 발견한 유저들이 유탄발사기+원맨아미 퍽을 악용하기 시작하고 엄청난 킬스트릭을 올리면서 문제가 되어버렸다. 이게 너무 사기적이라는 것을 인피니티 워드도 감지를 했고 결국 모던워페어 3에서는 이 퍽이 삭제가 되었다. 그것도 모자라서 유탄발사기의 데미지를 크게 약화시켜 버렸다.

#### 아킴보
모던 워페어 시리즈에서 아킴보라는 것은 총을 양손에 하나씩, 즉 쌍으로 들고 있는 것을 말한다. 그런데 모던워페어 2를 개발할 때 개발자가 데미지가 강한 샷건 마저도 아킴보가 가능하도록 개발해버린 것. 게다가 몇몇 샷건들은 사정거리까지 길어서 유저들은 어떻게 상대를 해야 할지 몰라 계속 원샷원킬을 눈뜨고 당해야만 했다. 결국 이게 밸런스를 무너뜨리기 시작했고, 문제가 됐다. 인피니티 워드에서 패치를 한다고 하긴 했지만 아직도 문제가 되는 부분이 보이고 있다. 그리고 이 아킴보 문제는 모던워페어 3까지 이어져 와서 밸런스를 무너뜨리는 중. 이번엔 기관권총들이 문제가 됐는데, 특히 FMG-9 아킴보가 유저들 사이에서 골칫거리였다. 보통 다른 아킴보 무기의 조준선(크로스라인)은 일반 무기보다 넓은데 FMG-9의 조준선이 아킴보가 아닌 상태인 일반상태의 돌격소총 및 기관권총들의 조준선과 일치하여, 사격 정확도면에선 다른 총과 다른 점이 없었다. 하지만 이것이 화근이 되어 빠른 연사속도와 가벼운 운용성을 동반한 안정된 조준은 일명 '사기총'이란 악명과 "Fucking Machine Gun-9", 혹은 "Fuckimbo(아킴보 = Akimbo)"란 별명으로 유저들의 불만을 사게되었고, 결국 조준선 수정 패치가 되었다.

#### 명성모드(프레스티지)
전작 콜 오브 듀티: 블랙 옵스는 레벨 50에 첫 번째 프레스티지에 진입 할 수 있었고 최대 횟수는 15회였다. 그러나 이번작은 난이도가 약간 올라가서 레벨 80에 진입 할 수 있고 최대 횟수도 10회로 줄었다. 그러나 다음 패치에서 프레스티지 10단계가 더 추가되어 현재는 20회가 되었다. 프레스티지에 진입하면 엠블럼, 타이틀, 리더보드 등을 제외한 모든 돈, 무기, 퍽, 도전들이 초기화되며, 프레스티지 샵에서 사용할 수 있는 프레스티지 토큰을 얻게된다. 20단계 이후에도 레벨 80에서 XP를 모두 채우면 Prestige mode에 들어갈 수 있으나, 더 이상의 높은 단계는 없으며 무기, 퍽, 도전들이 초기화된다. 하지만 프레스티지 토큰을 얻을 수 있으므로 토큰이 필요하면 Prestige mode에 들어가는 것도 나쁘지 않을것이다.(응?)

#### 난이도
멀티플레이의 경우, 맵들이 전작보다 더 작고 복잡해져서 정석은 맵을 다 외우고 플레이 하는 것밖에 없다. 왜냐하면 처음 보는 맵이라고 멋대로 돌아다니다가는 그 즉시 죽을 수도 있기 때문인데, 이런식으로 팀 데스메치나 서치 앤 디스트로이를 플레이 하면 많이 죽고 상대팀에게 점수를 많이 주기 때문에 팀원들과 매치결과에 영향을 끼칠수 있으므로 맵의 대한 정확한 이해와 분석이 필요하다.

#### 플레이 모드

##### 일반 모드
팀 데스매치 (Team Death Match)
확인 사살 (Kill Confirmed)
점령 (Domination)
깃발뺏기 (CTF-Capture The Flag)
기지방어 (Search And Destroy)
자유대전 (Free For All)
폭파 (Demolition)
사보타주 (Sabotage)

## 기타, 등장인물의 최후
● John "Soap" MacTavish - 존 "소프" 맥태비시 대위, 그는 모던 워페어 1 시리즈부터 모던 워페어 3 시리즈까지 쭉 출연한 인물이다.
소프는 병장 시절에 SAS (영국 특수부대) 22연대에 입대하며 "소프? 무슨 그런 이상한 이름이 다 있지?"라는 소리와 함께 프라이스의 신뢰를 확 사지는 못한다. 이 후 줄곧 SAS 22연대에서 임무를 같이 수행한다. 모던워페어 1에서는 프라이스가 건네 준 M1911.45 권총으로 자카예프를 사살한 뒤 살아남게 된다. 모던워페어 2 시리즈에서는 모던1 시점으로 5년이 지난 때인데, 이 때 소프는 병장에서 대위가 되어 있었다. 클리프행어 미션에서는 "로치"중사와 함께 미션을 수행하는데 어리버리한 신병 시절이던 모던워페어 1에서와는 다르게 침착하고, 또 능숙한 전술로 부하와 함께 임무를 성공적으로 완수해낸다.
이윽고 모던워페어 3 시리즈에서 소프가 죽게 되는데, 루시티그 호텔에 오는 마카로프를 암살하기 위해 유리, 소프, 프라이스, 카마로프와 함께 작전을 짜고, 유리와 소프가 루스티그 호텔 맞은편 건물에서 마카로프를 저격할 준비를 한다. 하지만 이 미션 도중 소프가 마카로프를 스코프에 두고 "그가 우리를 보는 것 같습니다." 라고 말하는데 그의 말대로 마카로프는 이미 Task Force 141 대원들의 침투를 알고 있었다. 유리의 화면엔 카마로프 병장이 엘레베이터에서 밧줄에 묶여 의자에 앉은 채 폭탄과 함께 폭살당하는 데 이때 바로앞에 있던 프라이스가 피해를 입고 건물 밖으로 뛰어내려 탈출한다. 그 뒤 바로 "유리, 나의 친구 넌 여기에 오지 말았어야 했어."라는 멘트와 함께 소프가 날카로운 눈매로 유리를 바라보며 "놈이 무슨 개소리를 하는거지!?"라는 말이 끝나기 무섭게 뒤쪽에서 폭탄이 터지고 소프와 유리는 그대로 고층건물에서 뛰어내리고 소프는 건물 파편, 바위덩어리에 의해 복부에 심한 중상을 입는다. ( 이 상처가 모던2 마지막 미션에서 셰퍼드에게 입은 상처가 터진것이라는 설도 있다 ) . 그렇게 소프를 데리고 프라이스와 유리가 필사적으로 탈출을 시키지만 저항군들의 도움으로 어느 한 건물에 도착해 소프를 치료해 보려 하지만 이미 늦게 되고 소프는 마지막 숨으로 "대위님, 알아두셔야 할 게 하나 있습니다.. 마카로프가.. 유리를.. 알고 있습니다. "라는 말과 함께 숨을 거둔다. 이때 프라이스는 어떠한 동료의 죽음에도 크게 격분하지 않았고 소프의 죽음 당시에도 미안하다는 말과 자신의 권총 M1911(모던워페어1에서 소프가 자카예브를 사살할 때 썼던 권총)을 남기며 크게 격분하지는 않으나 은신처를 탈출할 때 결국 분노가 폭발해 유리의 얼굴에 주먹질을 하는 모습을 볼 수 있다. 이말은 곧 프라이스는 소프를 정말 아끼는 부하로 뒀다는 것을 알 수 있고 소프의 죽음씬에서는 많은 플레이어들이 전작 모던 워페어 2의 고스트에 이어 충격과 슬픔을 감추지 못했다고 한다. 고스트는 다시 차기작으로
● Captain . John Price - 존 프라이스 대위, 그는 모던 워페어 1부터 소프에게 강인한 인상을 남긴 인물이다.
프라이스는 모던워페어 1 (2011년)에서 15년전으로 거슬러 올라가 프라이스가 중위였을때의 이야기를 보여준다. 그것은 다름 아닌 이므란 자카예프를 사살하는 임무였는데. 그때는 체르노빌 폭발로인해 주변에 방사능이 득실득실 거렸었다.
그런 임무를 프라이스와 맥밀란, 이 둘이서 수행했었다. 결국 이므란 자카예프의 팔을 맞히는데 성공하고(이때의 총상으로 자카예프는 팔을 잃는다.), 헬기 착륙지점으로 이동하던 도중, 추락하던 헬기에 다리를 다쳐버린 맥밀란으로 인해, 희망을 찾아볼수 없었었다.
하지만 그 둘의 힘으로 인해 희망의 빛은 다시 되찾아졌고. 헬기를 타고 임무를 성공하였다. 모던워페어 1 시리즈 초면의 프라이스는 소프에게 약간 나쁘고 어리석게 보이는줄 알았으나. 아니였다. 승무원 사살 미션에서 프라이스는 소프를 2번이나 구해주었다.
그 외에도 프라이스는 소프를 많이 도와주었으며, 동료와의 정이 매우 깊다는 것을 알 수 있었다. (토끼굴 아래로 미션에서 샌드맨을 몇번이나 외쳤다.) 하지만 프라이스가 15년 전 자카예프를 쏘았으나, 자카예프는 왼 팔이 절단되었지만 살아있었다.
결국 모던워페어 1 '게임 끝' 미션에서 프라이스는 소프에게 M1911 권총을 던져주고, 소프가 그 권총으로 자카예프를 완벽히 사살한 뒤, 카마로프가 구조를 하러 왔지만 프라이스는 이미 죽어있었다.
하지만 '더 굴라그' 미션에서 다시 살아난 프라이스를 볼 수 있는데, 여기선 모던 워페어 유저들이 감동하였다. (마카로프를 사살하는 OP.king fish 작전에서 프라이스가 굴락으로 체포되었다는 설도 있다.)
이윽고 모던워페어 3 시리즈에서 '의형제' 미션, 프라이스가 마카로프를 죽이기위해 소프와 유리와 함께 작전을 펼쳤는데. 갑작스런 폭발로인해 유리와 소프가 건물 밖으로 탈출한다. 그때 소프는 건물 파편으로인해 심한 중상을 입게 되었다.
그로인해 소프가 쉐퍼드에게 맞은 상처가 터졌는데, 소프를 업어가는 미션 내내 소프를 관찰하면 계속 복부에서 피를 흘리는걸 관찰할 수 있다. 프라이스는 소프를 은신처까지 데려왔지만 소프는 이윽고 죽고 만다.
그런데 소프가 죽기직전 " 대위님, 마카로프가 ... 유리를 알고있...습니다.... " 이런 메시지를 남기고 죽어버렸다. 결국 프라이스는 유리의 비밀을 다 알게되었고, 저거너트 슈트를 착용하여 제대로 마카로프를 사살하러 가게 되었다.
이윽고 프라이스와 마카로프가 육탄전을 벌이는 동안 유리는 프라이스를 죽이기 직전인 마카로프를 막으려다 머리를 맞아 사망하고, 그사이 프라이스가 마카로프를 덮쳐 줄로 목을 묶은 다음 바닥의 유리를 깨트려 연상 '교수형'을 치루는 장면을 볼 수 있다. 마지막엔 목이 매달린 마카로프와 함께 시가를 피우고 화면이 흐려지며 모던 워페어 3는 끝난다.
지구 최대의 범죄자가 당해도 마땅한 벌이 아닌가 싶다. 이렇게 프라이스는 소프,유리,샌드맨 등 많은 군인들의 목숨을 대신해 마카로프를 죽이는 것을 볼 수 있었다.

## 평가
| 평가 |                                                     |
| --- | --------------------------------------------------- |
| 통합 점수 통합사 점수 게임랭킹스 (X360) 88.49% [ 1 ] (PS3) 88.10% [ 2 ] (PC) 81.24% [ 3 ] (Wii) 69.25% [ 4 ] 메타크리틱 (X360) 88/100 [ 5 ] (PS3) 88/100 [ 6 ] (PC) 78/100 [ 7 ] (Wii) 70/100 [ 8 ] 평론 점수 평론사 점수 1UP.com A- [ 9 ] 유로게이머 8/10 [ 10 ] 게임 인포머 9/10 [ 11 ] 게임스팟 8.5/10 [ 12 ] 게임트레일러스 9.3/10 [ 13 ] 자이언트 밤 [ 14 ] IGN 9/10 [ 15 ] (Wii) 4.5/10 [ 16 ] Joystiq [ 17 ] OXM (US) 8.5/10 [ 18 ] The Daily Telegraph [ 19 ] |                                                     |
| 통합 점수 |                                                     |
| 통합사 | 점수                                                |
| 게임랭킹스 | (X360) 88.49% (PS3) 88.10% (PC) 81.24% (Wii) 69.25% |
| 메타크리틱 | (X360) 88/100 (PS3) 88/100 (PC) 78/100 (Wii) 70/100 |
| 평론 점수 |                                                     |
| 평론사 | 점수                                                |
| 1UP.com | A-                                                  |
| 유로게이머 | 8/10                                                |
| 게임 인포머 | 9/10                                                |
| 게임스팟 | 8.5/10                                              |
| 게임트레일러스 | 9.3/10                                              |
| 자이언트 밤 | [ 14 ]                                              |
| IGN | 9/10 (Wii) 4.5/10                                   |
| Joystiq | [ 17 ]                                              |
| OXM (US) | 8.5/10                                              |
| The Daily Telegraph | [ 19 ]                                              |